# Paolo Maldini
Paolo Cesare Maldini (pronunciación en italiano: /ˈpaːolo malˈdiːni/; Milán, 26 de junio de 1968) es un exfutbolista italiano que jugaba como lateral izquierdo o defensa central para el AC Milan y la selección italiana. Es considerado uno de los mejores defensores de todos los tiempos.  Como capitán del AC Milan y de Italia durante muchos años, fue apodado «Il Capitano». Maldini ostentaba el récord de más apariciones en la Serie A (647) hasta que fue superado por Gianluigi Buffon en 2020. También comparte el récord de más finales de la Copa de Europa/Liga de Campeones de la UEFA disputadas (8) junto a Paco Gento. Desde 2018 hasta 2023 trabajó en el AC Milan como director deportivo y es copropietario del club Miami FC, que compite en el USL Championship.
Formó parte del recordado AC Milan de finales de los años 1980, conocido como el «Milan de Sacchi», y señalado por la UEFA como uno de los mejores equipos de la historia del fútbol.
Destacado por su calidad técnica y robo de balón, desarrolló toda su carrera profesional en el citado club, en el que ingresó en 1978 y del que se retiró en 2009, para un total de 31 años ligado a la entidad. En ellas compitió en la Serie A, máxima categoría de Italia, durante 24 temporadas, más que ningún otro jugador en la historia del torneo. Debido a su longevidad deportiva, es el jugador con más partidos disputados del club lombardo y el que más disputó de la competición con 902 y 647 respectivamente, hasta que en 2020 fue superado por Gianluigi Buffon en el campeonato italiano. Contabilizando todos los disputados en su carrera, sumó más de mil, más que ningún otro futbolista italiano.
Fue internacional absoluto con la selección italiana con la que disputó un total de 126 partidos, de los cuales 74 fueron como capitán. Representó a su país en cuatro Copas del Mundo, 1990 –tercero–, 1994 –subcampeón–, 1998 –cuartos de final–, y 2002 –octavos de final–; además de en tres Eurocopas (1992, 1996, 2000). Disputó el último partido de su carrera contra la Associazione Calcio Firenze Fiorentina en el Estadio Artemio Franchi el 31 de mayo de 2009.
Cuenta en su amplia trayectoria con un extenso palmarés, en el que destacan siete scudetti, una copa y cinco supercopas a nivel nacional, y cinco Copas de Europa —competición en la que es uno de los tres jugadores que más finales ha disputado con ocho, y uno de los más laureados—, cinco Supercopas de Europa, dos Copas Intercontinentales y un Mundial de Clubes a nivel internacional, totalizando 26 campeonatos que le sitúan como el jugador más laureado de la historia del club. Entre sus reconocimientos a nivel individual destacan un premio World Soccer al mejor jugador del mundo (1994), uno al defensor del año en la Serie A (2004) y otro de la Liga de Campeones (2006-07), o el Marca Leyenda en 2009, entre otros. Además fue nombrado por la FIFA como el segundo mejor jugador del mundo en 1995 y el tercer mejor jugador europeo en 1994 y 2003. El brasileño Edson Arantes Pelé le incluyó en la lista de los 125 mejores jugadores en la historia del fútbol y en 2008 le fue concedida la Orden del Mérito de la FIFA. Fue inducido al salón de la fama del fútbol italiano en 2012, y en el salón de la fama del fútbol FIFA en 2013. Es el jugador con más Supercopas de Europa (4), junto a Dani Alves.
En su honor, la camiseta con el dorsal 3, la cual vistió durante toda su carrera, fue retirada por la A. C. Milan y solo podría haber sido utilizada por sus hijos Christian y Daniel, quienes integraron las categorías formativas del club, aunque ya no se encuentra ninguno de los dos entre sus filas. Serie A.
Desde el año 2015 es copropietario y cofundador del Miami Football Club de la USL Championship. Es hijo del también exintegrante milanista Cesare Maldini.
El 14 de diciembre de 2020 fue incluido como defensa lateral izquierdo en el Dream Team histórico del Balón De Oro.
Desde 2018 hasta el 6 de junio de 2023 fue el director del Departamento de Estrategia Deportiva y Desarrollo de la Associazione Calcio Milan.

## Trayectoria

### Inicios y primeros años
Nacido en Milán, donde vivían sus padres, es hijo de Cesare Maldini, integrante histórico de la Associazione Calcio Milan. Debido a ello ingresó con diez años, en 1978, a las escuelas formativas del club lombardo pasando en las que fue evolucionando por sus diferentes equipos hasta alcanzar el equipo juvenil en 1982. Fue el único club en el que desempeñó su carrera deportiva hasta el momento de su retirada en 2009 con un total de 902 partidos, marcando un total de 33 goles. Desde 1997 hasta su retirada en 2009 fue el capitán del equipo tras suceder a Franco Baresi, considerado otro de los ídolos de la historia milanista.
Su debut como profesional se produjo con 16 años y siete meses, el 20 de enero de 1985 en un duelo frente al Udinese Calcio, siendo el único partido disputado con el primer equipo en la temporada. Convocado como consecuencia de la ausencia de Mauro Tassotti y la lesión de Sergio Battistini se produjo un inesperado debut con el dorsal 14 mediado el encuentro. Fue uno de los dos únicos partidos en su carrera en los que ocupó la demarcación de lateral derecho, siendo la de defensor central, y sobre todo la de lateral izquierdo sus demarcaciones. Tras el debut, el entrenador Nils Liedholm vaticinó que tendía «un gran futuro como jugador». Para la siguiente, la 1985-86, formó como integrante pleno en un total de 40 partidos entre todas las competiciones, además de debutar a nivel internacional en la Copa de la UEFA el 18 de septiembre frente a la Association de la Jeunesse Auxerroise en la primera ronda del torneo, en el que su equipo cayó derrotado por 3-1. Su primer gol como profesional lo anotó el 4 de enero de 1987, significando además la victoria de su equipo frente al Calcio Como por 0-1.

### «El Milan de Sacchi» y los éxitos internacionales

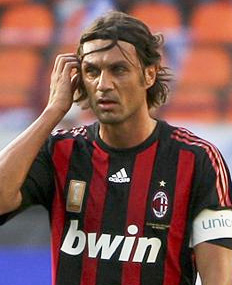
Disputó 902 partidos oficiales con la A. C. Milan.

Su palmarés comenzó a crecer a partir de 1987, el primer año de Arrigo Sacchi. El entrenador fusignano sería considerado con el paso de los años como uno de los entrenadores más reputados y como uno de los mejores preparadores a nivel táctico. Junto a él, el equipo venció en la temporada 1987-88 el scudetto o título de liga, mientras que el año siguiente se impuso en Europa, conquistando 24 de mayo de 1989 la Copa de Europa contra el Football Club Steaua București rumano y tras doblegar en semifinales al «Madrid de la Quinta del Buitre», conjunto con el que disputaba la supremacía europea del momento. Posteriormente el equipo fue considerado por la UEFA como uno de los mejores de todos los tiempos, algo también reconocido por la revista World Soccer. Pese a ser el más joven de la defensa formada junto a Franco Baresi, Mauro Tassotti, Filippo Galli y Alessandro Costacurta, se torna en indispensable en el lateral izquierdo.
Tras vencer la Supercopa de Italia y la Supercopa de Europa, el equipo se proclamó mejor club del mundo al vencer la Copa Intercontinental frente al Club Atlético Nacional en la final de 1989. Los éxitos se sucedieron en la siguiente temporada, repitiendo como campeón de Europa al derrotar al Sport Lisboa e Benfica, siendo el primer conjunto en revalidar el título desde hacía una década, y octavo en conseguirlo. Tras la década de los sesenta el club volvió a situarse como uno de los mejores equipos de Europa, e igualaba al Liverpool Football Club como segundo club con más títulos, tras los seis logrados por el Real Madrid Club de Fútbol. Como equipo a batir el club se encaminó a su tercer campeonato consecutivo, pero en la vuelta de los cuartos de final de 1991 frente al Olympique de Marsella fue eliminado administrativamente y descalificado por un año de las competiciones europeas, por lo que no pudo revalidar el título. Terminó así termina la era de «gli immortali di Arrigo Sacchi», siendo reemplazado en el puesto por Fabio Capello.

### Últimos años y retirada
En principio, su retiro iba a ser a mediados de 2007, pero al enterarse de que Boca Juniors había ganado la Copa Libertadores, decidió quedarse hasta fin de ese año, ya que ese mismo club le había imposibilitado ganar en 2003 la edición de la Copa intercontinental. El 16 de diciembre de 2007 después de haber ganado el Mundial de Clubes anunció que se retiraría profesionalmente del fútbol en junio de 2008. Sin embargo, el 6 de junio de 2008, su club anunció que Paolo Maldini había renovado su contrato por un año más, por lo que su retirada en principio quedó pospuesta para el final de la temporada 2008/2009, sumando así 24 temporadas consecutivas en el AC Milan.
Il Capitano (como suelen llamarlo los fanáticos del A.C. Milan) cumplió su partido número 1000 como profesional el 16 de febrero de 2008 contra el equipo del Parma. Actualmente es el futbolista que más partidos ha disputado para el A.C. Milan en la historia.
Su padre, Cesare Maldini, fue también un jugador histórico del AC Milan en las décadas de 1950 y 1960. Además Paolo tiene dos hijos que militan en los equipos inferiores del AC Milan: Christian (nacido en 1996) y Daniel (nacido en 2001).
A ellos se refirió en grupo Adriano Galliani, uno de los presidentes de la entidad, tras anunciarse el final de la trayectoria de Paolo y retirar su camiseta con el dorsal 3:

"Per Maldini ci comporteremo come con Franco Baresi, ma con una novita': la maglia sara' tenuta fino a quando suo figlio Cristian o l'altro figlio di Paolo riuscira' a giocare in serie A nel Milan. La ritiriamo a tempo. E' una storia di famiglia. Quella maglia spetta solo ai Maldini"

"Con Maldini nos comportaremos como con Franco Baresi, pero con una novedad: la camiseta será conservada hasta que su hijo Cristian o el otro hijo de Paolo puedan jugar en la Serie A con el Milan. La retiramos un tiempo. Es una historia de familia. Esa camiseta espera solo a los Maldini".
Adriano Galliani. 25 de mayo de 2009, Milán.

## Selección nacional
Disputó la Eurocopa Sub-21 de 1988, donde perdieron en cuartos de final con Francia. Fue internacional con la selección de fútbol de Italia en 126 ocasiones y marcó 7 goles. Debutó el 31 de marzo de 1988 en el partido en el que Italia empató 1 a 1 con Yugoslavia. Su último partido lo disputó contra Corea del Sur el 18 de junio de 2002.
Maldini ganó muchos títulos con el AC Milan, el Scudetto, la Copa de Europa entre otros logros, pero no pudo cumplir su compromiso con la selección nacional ganando la Copa Mundial. Con su selección consiguió entre otras cosas el subcampeonato mundial en 1994 frente a Brasil, donde Italia perdió en la definición por penales. Además disputó la final de la Eurocopa 2000, pero perdiéndola contra Francia.
En total disputó 126 encuentros en los que marcó siete goles, llegando a ser el jugador italiano con más presencias en su selección nacional, siendo tan solo superado por Fabio Cannavaro en 2009. En 74 de estos partidos actuó como capitán del equipo, siendo así el jugador que más veces ha ejercido la capitanía de la Selección Italiana.

### Participaciones en fases finales
| Mundial                 | Sede                   | Resultado        | Partidos | Goles |
| ----------------------- | ---------------------- | ---------------- | -------- | ----- |
| Eurocopa Sub-21 de 1988 | Sin sede fija          | Cuartos de final |          |       |
| Eurocopa 1988           | Alemania               | Semifinales      |          |       |
| Copa del Mundo 1990     | Italia                 | Tercer lugar     | 7        | 0     |
| Copa del Mundo 1994     | Estados Unidos         | Subcampeón       | 7        | 0     |
| Eurocopa 1996           | Inglaterra             | Primera fase     |          |       |
| Copa del Mundo 1998     | Francia                | Cuartos de final | 5        | 0     |
| Eurocopa 2000           | Bélgica y Países Bajos | Subcampeón       |          |       |
| Copa del Mundo 2002     | Corea del Sur y Japón  | Octavos de final | 4        | 0     |

## Estadísticas

### Clubes
Datos actualizados a fin de carrera deportiva.
El jugador es el tercero en la historia del club en formar parte del grupo One Club Man, expresión inglesa para designar a aquellos futbolistas que militaron durante toda su carrera profesional en el mismo club tras Francesco Zagatti y Franco Baresi. El club español Athletic Club, entidad caracterizada por un fuerte arraigo de jugadores de cantera y por tanto potenciales a ser One Club Man, estableció un galardón que reconociera dicho mérito, debido a su dificultad, en la carrera de los futbolistas.
| Club               | Temporada     | Div.          | Liga  | Liga  | Liga   | Copas | Copas | Copas  | Internacional | Internacional | Internacional | Total | Total | Total  |
| Club               | Temporada     | Div.          | Part. | Goles | Asist. | Part. | Goles | Asist. | Part.         | Goles         | Asist.        | Part. | Goles | Asist. |
| ------------------ | ------------- | ------------- | ----- | ----- | ------ | ----- | ----- | ------ | ------------- | ------------- | ------------- | ----- | ----- | ------ |
| Milan A. C. Italia | 1984-85       | 1.ª           | 1     | —     | —      | —     | —     | —      | —             | —             | —             | 1     | 0     | 0      |
| Milan A. C. Italia | 1985-86       | 1.ª           | 27    | —     | —      | 7     | —     | —      | 6             | —             | —             | 40    | 0     | 0      |
| Milan A. C. Italia | 1986-87       | 1.ª           | 30    | 1     | —      | 7     | —     | —      | —             | —             | —             | 37    | 1     | 0      |
| Milan A. C. Italia | 1987-88       | 1.ª           | 26    | 2     | 1      | 1     | —     | —      | 2             | —             | —             | 29    | 2     | 1      |
| Milan A. C. Italia | 1988-89       | 1.ª           | 26    | —     | —      | 7     | —     | 1      | 7             | —             | —             | 40    | 0     | 1      |
| Milan A. C. Italia | 1989-90       | 1.ª           | 30    | 1     | —      | 6     | —     | —      | 11            | —             | —             | 47    | 1     | 0      |
| Milan A. C. Italia | 1990-91       | 1.ª           | 26    | 4     | —      | 3     | —     | 1      | 6             | —             | 1             | 35    | 4     | 2      |
| Milan A. C. Italia | 1991-92       | 1.ª           | 31    | 3     | —      | 7     | 1     | 1      | —             | —             | —             | 38    | 4     | 1      |
| Milan A. C. Italia | 1992-93       | 1.ª           | 31    | 2     | —      | 9     | —     | —      | 10            | 1             | —             | 50    | 3     | 0      |
| Milan A. C. Italia | 1993-94       | 1.ª           | 30    | 1     | —      | 3     | —     | —      | 13            | 1             | —             | 46    | 2     | 0      |
| Milan A. C. Italia | 1994-95       | 1.ª           | 29    | 2     | —      | 1     | —     | —      | 13            | —             | —             | 43    | 2     | 0      |
| Milan A. C. Italia | 1995-96       | 1.ª           | 30    | 3     | —      | 3     | —     | —      | 8             | —             | —             | 41    | 3     | 0      |
| Milan A. C. Italia | 1996-97       | 1.ª           | 26    | 1     | —      | 4     | —     | —      | 6             | —             | —             | 36    | 1     | 0      |
| Milan A. C. Italia | 1997-98       | 1.ª           | 30    | —     | —      | 7     | —     | —      | —             | —             | —             | 37    | 0     | 0      |
| Milan A. C. Italia | 1998-99       | 1.ª           | 31    | 1     | —      | 2     | —     | —      | —             | —             | —             | 33    | 1     | 0      |
| Milan A. C. Italia | 1999-00       | 1.ª           | 27    | 1     | —      | 5     | —     | —      | 6             | —             | —             | 38    | 1     | 0      |
| Milan A. C. Italia | 2000-01       | 1.ª           | 31    | 1     | 1      | 4     | —     | —      | 14            | —             | —             | 49    | 1     | 1      |
| Milan A. C. Italia | 2001-02       | 1.ª           | 15    | —     | —      | —     | —     | —      | 4             | —             | —             | 19    | 0     | 0      |
| Milan A. C. Italia | 2002-03       | 1.ª           | 29    | 2     | —      | 1     | —     | —      | 19            | —             | 1             | 49    | 2     | 1      |
| A. C. Milan Italia | 2003-04       | 1.ª           | 30    | —     | —      | 1     | —     | —      | 11            | —             | —             | 42    | 0     | 0      |
| A. C. Milan Italia | 2004-05       | 1.ª           | 33    | —     | —      | 1     | —     | 1      | 13            | 1             | —             | 47    | 1     | 1      |
| A. C. Milan Italia | 2005-06       | 1.ª           | 14    | 2     | —      | —     | —     | —      | 9             | —             | 1             | 23    | 2     | 1      |
| A. C. Milan Italia | 2006-07       | 1.ª           | 18    | 1     | —      | —     | —     | —      | 9             | —             | 1             | 27    | 1     | 1      |
| A. C. Milan Italia | 2007-08       | 1.ª           | 17    | 1     | —      | —     | —     | —      | 6             | —             | —             | 23    | 1     | 0      |
| A. C. Milan Italia | 2008-09       | 1.ª           | 30    | —     | —      | —     | —     | —      | 2             | —             | 1             | 32    | 0     | 1      |
| Total carrera      | Total carrera | Total carrera | 648   | 29    | 2      | 79    | 1     | 4      | 175           | 3             | 5             | 933   | 33    | 11     |
| 1. 2. 3.           |               |               |       |       |        |       |       |        |               |               |               |       |       |        |

## Palmarés y distinciones

### Títulos nacionales
| Título    | Club        | País   | Año  |
| --------- | ----------- | ------ | ---- |
| Serie A   | A. C. Milan | Italia | 1988 |
| Supercopa | A. C. Milan | Italia | 1988 |
| Serie A   | A. C. Milan | Italia | 1992 |
| Supercopa | A. C. Milan | Italia | 1992 |
| Serie A   | A. C. Milan | Italia | 1993 |
| Supercopa | A. C. Milan | Italia | 1993 |
| Serie A   | A. C. Milan | Italia | 1994 |
| Supercopa | A. C. Milan | Italia | 1994 |
| Serie A   | A. C. Milan | Italia | 1996 |
| Serie A   | A. C. Milan | Italia | 1999 |
| Copa      | A. C. Milan | Italia | 2003 |
| Serie A   | A. C. Milan | Italia | 2004 |
| Supercopa | A. C. Milan | Italia | 2004 |

### Campeonatos internacionales
| Título                | Equipo      | Sede       | Año  |
| --------------------- | ----------- | ---------- | ---- |
| Liga de Campeones     | A. C. Milan | Barcelona  | 1989 |
| Supercopa de Europa   | A. C. Milan | Barcelona  | 1989 |
| Copa Intercontinental | A. C. Milan | Tokio      | 1989 |
| Liga de Campeones     | A. C. Milan | Viena      | 1990 |
| Supercopa de Europa   | A. C. Milan | Milán      | 1990 |
| Copa Intercontinental | A. C. Milan | Tokio      | 1990 |
| Liga de Campeones     | A. C. Milan | Atenas     | 1994 |
| Supercopa de Europa   | A. C. Milan | Milán      | 1994 |
| Liga de Campeones     | A. C. Milan | Mánchester | 2003 |
| Supercopa de Europa   | A. C. Milan | Mónaco     | 2003 |
| Liga de Campeones     | A. C. Milan | Atenas     | 2007 |
| Supercopa de Europa   | A. C. Milan | Mónaco     | 2007 |
| Mundial de Clubes     | A. C. Milan | Yokohama   | 2007 |

### Distinciones individuales
| Distinción                                                                  | Año                    |
| --------------------------------------------------------------------------- | ---------------------- |
| Parte del Equipo del Torneo de la Eurocopa                                  | 1988, 1996, 2000       |
| Trofeo Bravo                                                                | 1989                   |
| Incluido en el Equipo de las Estrellas de la Copa Mundial de Fútbol de 1990 | 1990                   |
| Premio RSS al mejor futbolista del año (3.er lugar)                         | 1994                   |
| Mejor Jugador del Mundo World Soccer                                        | 1994                   |
| Balón de Bronce                                                             | 1994, 2003             |
| Premio RSS al mejor futbolista del año (2.º lugar)                          | 1995                   |
| FIFA World Player (2.º lugar)                                               | 1995                   |
| Equipo del año de la European Sports Media                                  | 1995, 1996, 2000, 2003 |
| Parte del Equipo de Ensueño de la Copa Mundial FIFA                         | 2002                   |
| Galardonado como FIFA 100                                                   | 2004                   |
| Oscar del Calcio como Mejor Defensa Italiano                                | 2004                   |
| FIFA/FIFPro World XI                                                        | 2005                   |
| Mejor Defensa de la Liga de Campeones de la UEFA                            | 2007                   |
| One Club Award                                                              | 2016                   |
| Incluido en el XI Histórico de la Eurocopa                                  | 2016                   |
| Once histórico del Balón de Oro                                             | 2020                   |

### Datos relevantes
- Considerado uno de los FIFA 100.

- Ganador del premio al mejor jugador del mundo por la revista World Soccer, siendo el primer defensa en la historia en recibir este trofeo.

- Maldini posee dos plusmarcas en el certamen continental. Su gol a los 51 segundos de partido en la final del 2005 frente al Liverpool es el más rápido de la historia en una final. Ese gol también le valió convertirse en el jugador de mayor edad que anota en una final.[38][39]

- Disputó su primer encuentro de la competición el 9 de diciembre de 1992 (aunque ya había jugado la Copa de Europa), imponiéndose el AC Milan por 2 a 1 ante el PSV Eindhoven. Aquella misma temporada Maldini jugó la primera de sus finales en Champions League y, un año después, se alzó con el primero de sus títulos.

- 5 participaciones en la Copa Intercontinental, récord absoluto junto a Alessandro Costacurta.

- Un defensa sin malicia en el juego, capaz de sacar limpiamente la pelota sin recurrir a la violencia. Sólo una vez en veinticinco temporadas fue expulsado por roja directa y tres más se tuvo que marchar a los vestuarios antes de tiempo por doble amonestación.

- 8 participaciones en finales de Liga de Campeones de la UEFA, igualando a Francisco Gento del Real Madrid.[40]

- 23 partidos disputados en la fase final de la Copa Mundial, sólo superado por Lothar Matthäus con 25 y Lionel Messi con 26.

- Disputó los veintitrés partidos de Copa Mundial siendo titular y sin ser sustituido.

- 2.217 minutos disputados en campeonatos de Copa Mundial, segundo lugar siendo superado por Lionel Messi.

- Tiene el récord de 58 partidos invictos en la Serie A (1991 a 1993).

- Su padre Cesare y él son el único dúo de padre e hijo que han logrado una Copa de Europa como capitanes. Ambos lo consiguieron con el AC Milan.

- Paolo, junto a sus excompañeros Massimo Ambrosini, Dida, Gennaro Gattuso, Alessandro Costacurta y Andriy Shevchenko, aparece en la escena inicial de la película italiana Eccezzziunale... veramente - Capitolo secondo... me, en una parodia en la que se interpreta a sí mismo.

- El 1 de mayo de 2016 recibió el premio One Club Award por parte del Athletic Club.

## Vida privada

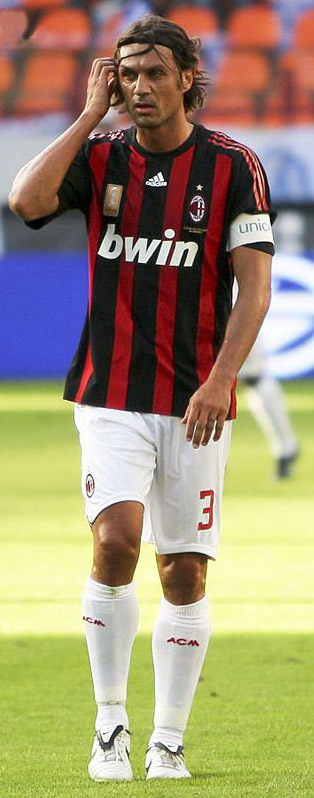
Maldini en 2008

Está casado con la exmodelo venezolana Adriana Fossa desde 1994. La pareja tiene dos hijos, Christian (14 de junio de 1996) y Daniel Maldini (11 de octubre de 2001). Ambos jugaron en la ligas juveniles del Milan A. C..
A principios de 2020, fue diagnosticado con COVID-19, pudiendo recuperarse al poco tiempo. Tras realizarse los estudios que le dieron un resultado positivo, el exdefensor cumplió con el período de rehabilitación y volvió a hacerse los análisis después de dos semanas; y en la segunda ocasión los médicos le informaron que ya estaba recuperado.